# آنا موخا
آنا موخا (لهستانی: Anna Mucha؛ زادهٔ ۲۶ آوریل ۱۹۸۰) بازیگر و روزنامه‌نگار اهل لهستان است. او در نه سالگی اولین حضورش را روی پرده سینما با بازی در نقش سابینکا در فیلم کورچاک ساخته آندری وایدا تجربه کرد. او سپس نقش کارولینا شیمانسکا، شخصیت اصلی فیلم آمریکای نفرین‌شده توسط کشیستوف تخوژفسکی، دانکن درسنر در فهرست شیندلر اثر استیون اسپیلبرگ و کاسیا بوگدانسکا در فیلم دوشیزه بی‌اهمیت اثر آندری وایدا را بازی کرد. او در سال ۱۹۹۹ از «دبیرستان عمومی دوم استفان باتوری» در ورشو فارغ‌التحصیل شد و در «مؤسسه علوم اجتماعی کاربردی» در دانشگاه ورشو تحصیل کرد. او خداناباور است.
از فیلم‌ها یا برنامه‌های تلویزیونی که وی در آن نقش داشته است، می‌توان به کورچاک، کمیسر ماما، حالا یا هرگز!، یک‌راست به دل، پسرها گریه نمی‌کنند، دهن‌به‌دهن، فهرست شیندلر و ع چون عشق اشاره کرد.